# Lars Backer
Lars Thalian Backer, född den 5 januari 1892 i Kristiania (nuvarande Oslo), död den 7 juni 1930 i Oslo, var en norsk arkitekt, son till Herman Major Backer.
Han utbildade sig vid Tekniska högskolan i Stockholm 1915–1918, och hospiterade därefter vid Architectural Association School of Architecture i London 1920–1921, varefter han hade egen praktik i Oslo från 1921.
Backer utmärkte sig tidigt som en begåvad och målmedveten pionjär för funktionalismen, uttryckt i några villor och i hans tre huvudverk i Oslo: Restaurangen Skansen på Kontraskjæret, som räknas som Norges första funktionalistiska byggnad (1927, riven 1970), Ekebergrestauranten (1929) och Horngården vid Egertorget (1930).